# Centrale hydroélectrique d'Ottensheim-Wilhering
La centrale hydroélectrique d'Ottensheim-Wilhering est une centrale au fil de l'eau sur le Danube entre les communes d'Ottensheim et de Wilhering, dans le Land de Haute-Autriche. Elle est construite de 1970 à 1974 par l'Österreichische Donaukraftwerke.

## Géographie
Les frontières entre Ottensheim et Wilhering ayant été définies à une époque où le Danube n'était pas encore réglementé, la centrale d'Ottensheim-Wilhering est en fait presque exclusivement sur la commune d'Ottensheim, car jusqu'à peu après la centrale, toute la largeur du Danube et une partie au sud du Danube ("Marktau") appartiennent à Ottensheim. Seule une partie de la sous-station située au sud du Danube se trouve dans la zone municipale de Wilhering.

## Caractéristiques techniques
L'installation dispose de cinq déversoirs et de deux écluses (230 x 24 m chacun). Le fleuve a une longueur de 16 km et le barrage est situé à une hauteur d'eau de 264,2 m, au kilomètre du fleuve 2216,73.
Neuf machines situées dans la salle des machines, construite sur la rive droite du sud du Danube, fournissent de le courant électrique au réseau électrique. Le débit de détente est de 2 250 m3/s et la capacité normale est de 1 135 millions de kWh par an.
Chacune de ces machines comprend une turbine Kaplan, chacune avec un alternateur directement couplé. Les turbines à tube Kaplan 1 à 3 ont une puissance nominale de 20,2 MW chacune et un débit nominal de 238 m3/s, tandis que les turbines 4 à 9 ont une puissance nominale de 20,4 MW chacune et un débit nominal de 240 m3/s. Le diamètre de la roue de 5,6 m et la vitesse nominale de 100 tr/min sont identiques pour les neuf turbines. La hauteur de chute brute est de 10,5 m.

## Écologie
La centrale d'Ottensheim-Wilhering est la première centrale du Danube autrichien à être équipée de turbines Kaplan à arbre horizontal. Cette construction permet de construire des centrales plus basses, qui s'intègrent mieux au paysage environnant.
L'espace de stockage dans le bassin d'Eferding est utilisé comme plan d'eau pour la baignade et des loisirs. Un parcours international de régate est mis en place dans le vieux bras tranquille du Danube, qui accueille régulièrement des compétitions d’aviron internationales.

## Inondations
L'ordre d’utilisation des seuils de la centrale prévoit que, à marée haute, le Danube est dérivé dans le bassin d'Eferding. Lors de l'inondation de juin 2013, le niveau d'eau s'est élevé à une hauteur de 264,90 m (rive gauche) ou 264,75 m (rive droite dans le bassin d'Eferding. Cela a entraîné des inondations généralisées et des dommages aux maisons. À la suite de ces événements, un changement de l'ordre d’utilisation des seuils est recherché et redessine la protection contre les inondations dans le bassin d'Eferding.